# ヨハン・ペーター・ウッツ

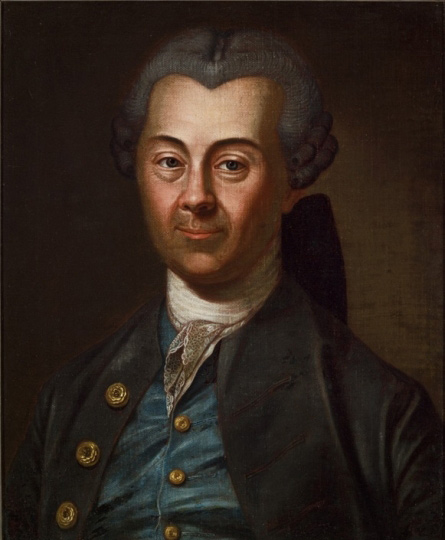
ヨハン・ペーター・ウッツ、1780年。

ヨハン・ペーター・ウッツ（ドイツ語: Johann Peter Uz、1720年10月3日 アンスバッハ - 1796年5月12日 アンスバッハ）は、神聖ローマ帝国の詩人、法律家。

## 生涯

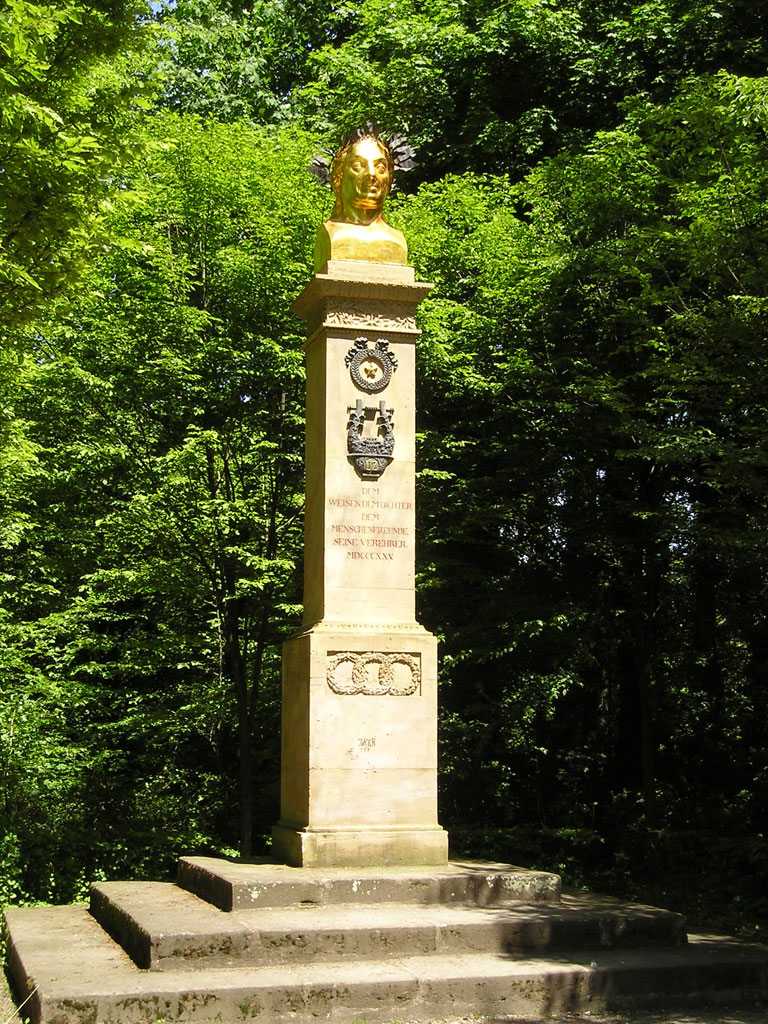
アンスバッハにあるヨハン・ペーター・ウッツの記念像、2005年撮影。

1720年10月3日、アンスバッハで生まれた。1739年から1743年までハレ大学で法律を学び、ヨハン・ヴィルヘルム・ルートヴィヒ・グライムやヨハン・ニコラウス・ゲッツなどの詩人と知り合いになり、ゲッツとは共作でアナクレオンの頌歌を翻訳した（1746年）。1748年に無給の裁判所秘書に任命され、以降12年間務めた。1763年、帝国ニュルンベルク裁判所の陪席判事になり、1790年には裁判官に任命された。1791年12月2日にアンスバッハ侯領がプロイセン王国に併合されると、プロイセンの法曹界に入ったが、1796年に地域裁判所の裁判官に任命された直後の1796年5月12日、アンスバッハで死去した。

## 著作
本節の出典は。
- アナクレオンの頌歌（1746年） - 翻訳、ヨハン・ニコラウス・ゲッツと共作
- Lyrische Gedichte（1749年） - 匿名出版
- Der Sieg des Liebesgottes（1753年） - アレキサンダー・ポープ風の十二音綴
- Versuchiiber die Kunst slels frohlich zu sein（1760年） - 教訓詩
- Sämtliche Poetische Werke（ライプツィヒ、1768年。1804年、ウィーンで第2版が出版） - ウッツの作品全集